# Turbotville, Pennsylvania
Turbotville, Pennsylvania (енгл. Turbotville) град је у америчкој савезној држави Пенсилванија.

## Демографија
По попису из 2010. године број становника је 705, што је 14 (2,0%) становника више него 2000. године.
| Група             | 2000.       | 2010.       |
| Белци             | 685 (99,1%) | 687 (97,4%) |
| Афроамериканци    | 1 (0,1%)    | 7 (1,0%)    |
| Азијати           | 0 (0,0%)    | 0 (0,0%)    |
| Хиспаноамериканци | 0 (0,0%)    | 10 (1,4%)   |
| Укупно            | 691         | 705         |